# 蛟塘镇 (庐山市)
蛟塘镇，是中华人民共和国江西省九江市庐山市下辖的一个乡镇级行政单位。位于境内南部，是西南部农副产品集散地。

## 行政区划
蛟塘镇下辖以下地区：
芦花塘社区、西庙村、铁门村、槎垅村、新宁村、深耕村、蛟塘村、龙溪村和芙蓉村。